# Arrondissement Blois
Arrondissement Blois (fr. Arrondissement de Blois) je správní územní jednotka ležící v departementu Loir-et-Cher a regionu Centre-Val de Loire ve Francii. Člení se dále na 13 kantonů a 121 obcí.

## Kantony
- Blois-1
- Blois-2
- Blois-3
- Blois-4
- Blois-5
- Bracieux
- Contres
- Herbault
- Marchenoir
- Mer
- Montrichard
- Ouzouer-le-Marché
- Vineuil